# 贾维尔·麦基
賈維爾·林迪·麥基（英語：JaVale Lindy McGee，1988年1月19日—），生于密西根州弗林特，美国男子職業籃球員。目前效力於沙加緬度國王，司職中鋒。在2008年NBA選秀中第1輪第18順位被华盛顿奇才选中。

## 高中及大學
麦基出生在密西根州的弗林特，就读过Detroit Country Day和Providence Christian两所位于密西根州的高中，此后转入了芝加哥Hales Franciscan。麦基是内华达大学雷诺分校的首发中锋，根据Hales Franciscan教练加里·伦敦(Gary London)的说法，麦基最初是司职小前锋，他完全可以胜任2号位和3号位。在大学二年級之后，已经拥有NCAA赛季场均14.3分、7.3个篮板和33%命中率的麦基选择参加2008年NBA选秀

## NBA職業生涯

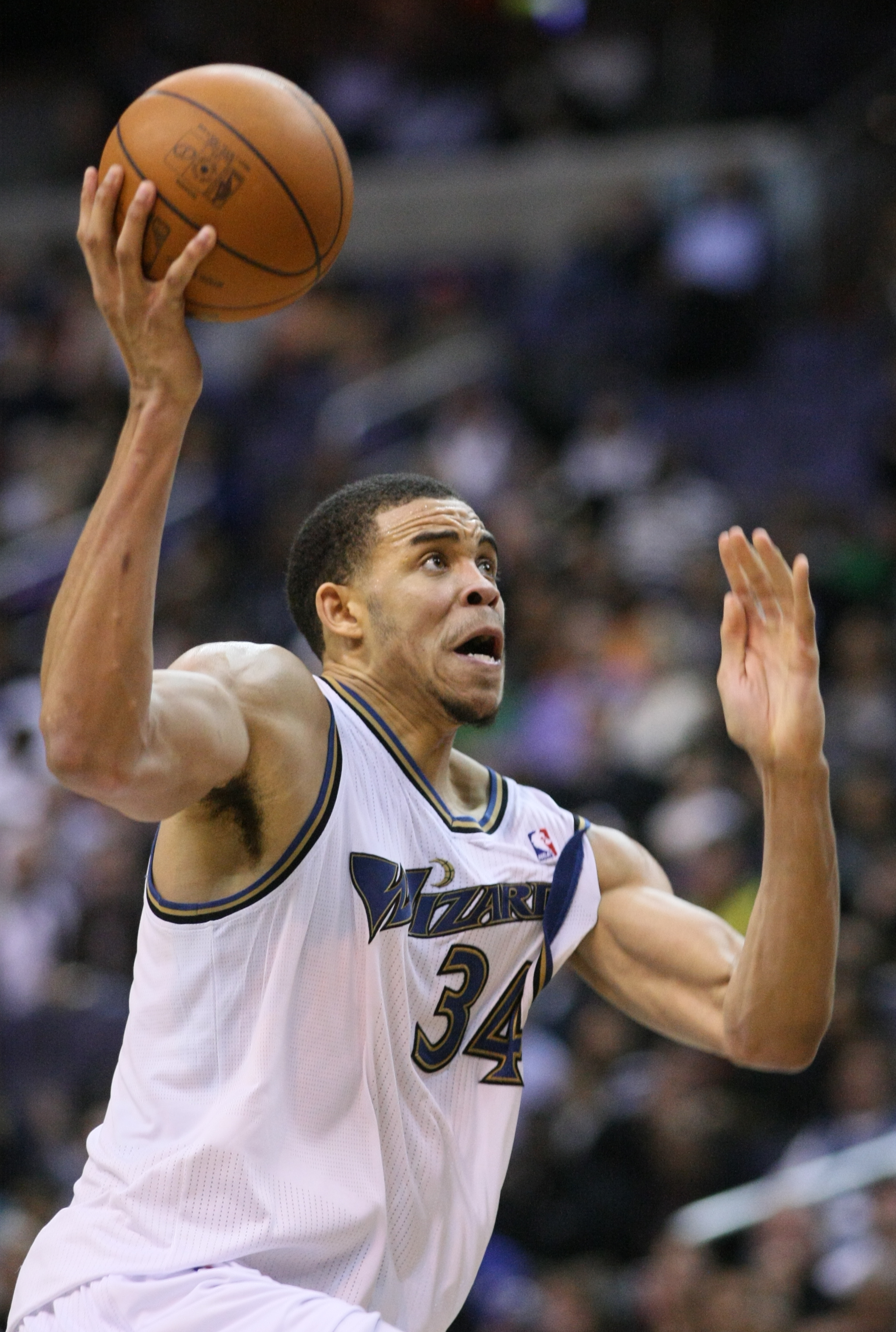
賈維爾·麥基 (JaVale McGee) 於 2010 年 11 月 23 日華盛頓奇才隊對陣費城 76 人隊

### 华盛顿奇才（2008–2012）

#### 2008-2010球季
麥基在2008年NBA選秀中第一輪第18順位被華盛頓巫師选中。随後在2008年7月9日與巫師隊簽定了兩年240萬美元的新人合約。
2010年1月9日，麥基因捲入吉爾伯特·亞瑞納斯的持槍事件而被罰款10,000美元。
麥基在前兩個賽季因為隊上的明星球員壓縮出場時間，幾乎都是以板凳出發。

#### 2010-2012球季
2010-11球季，奇才队選進約翰·沃爾，與隊上的球員搭配，但戰績依舊不佳。2011年1月6日，麥基參加2011年NBA灌籃大賽。在比賽開場先是表演單次灌進兩個籃框，然後在接下母親送來的球後表演出單次灌三顆球的高難度動作。是隊史第一位參加此賽事的球員，也是第一位在灌籃大賽中使用三個球的球員，此特殊紀錄也被收錄於金氏世界紀錄大全。
2011年3月15日，麥基達成他生涯的第一次大三元，共得到11分、12籃板及12次阻攻。然而在第四節時，他為確認自己得到10分，而產生的不明智投籃選擇遭受到一些批評，甚至在最後灌籃時，因為懸掛過久而領到技術犯規，時任球評凱文·麥克海爾則認為這是一個「糟糕的大三元」。

### 丹佛掘金（2012–2015）
2012年3月15日，麥基在一場三方交易被送到到丹佛金塊，來到金塊隊後出場時間變得更少，每場只有20分鐘左右。
2012年NBA季後賽的第五戰，麦基攻下21分成為此系列戰的個人代表作。
然而麦基的表現在此系列戰並不穩定，第七戰7投1中只得2分，最後金塊隊被4-3遭到洛杉磯湖人淘汰。
2012年7月18日，麥基與掘金队簽定四年4千4百萬的合約。
2013年11月10日，麥基因左脛骨受傷宣佈無限期停賽。

### 費城76人（2015）
2015年2月19日，麥基、1個2015年第一輪籤與Chukwudiebere Maduabum的簽約權，一同被交易至費城76人。而金塊隊則得到Cenk Akyol的簽約權。
2015年3月1日，76人隊選擇揮棄賈維爾·麥基。（麥基整賽季僅出賽6場）

### 達拉斯小牛（2015–2016）
2015年8月13日，麥基正式加入達拉斯小牛。（賽季頭13場賽事，因左脛骨壓力性骨折缺賽）
2015年11月22日，雷霆對小牛的比賽，麥基首次以小牛隊板凳亮相，上場11分鐘、8分、6籃板。
2016年1月5日，小牛對國王的比賽，麥基寫下賽季新高13分、11籃板、2火鍋及2抄截，最終在二次延長賽以117–116戰勝。
2016年7月9日，麥基被達拉斯小牛裁掉。

### 金州勇士（2016–2018）
休季期間，曾與麥基在丹佛金塊共事過的安卓·伊古達拉向勇士高層推薦，認為麥基可以填補勇士長期不足的禁區防守空缺。
2016年9月16日，金州勇士與麥基簽下一份訓練營合約。
2016年12月15日，勇士對尼克的比賽，麥基上場15分鐘拿下個人賽季新高17分，最終比數以103-90勇士戰勝尼克。
2017年4月20日，勇士對拓荒者的比賽，麥基上場僅有13分鐘7投全中取得15分成季後賽新高，成為歷史上第一人以100%FG在季後賽取得雙位數得分，助勇士以110-81擊敗拓荒者，成為麥基在勇士的代表作。
2017年7月27日，麥基以一年底薪續簽勇士，也成為勇士15人名單中最後一人。

### 洛杉磯湖人（2018–2020）
2018年7月10日，麥基以一年240萬美元底薪與洛杉磯湖人簽約。
2019年3月22日，湖人與籃網的對戰中，麥基拿到33分20籃板6個封阻的佳績，其中12個為進攻籃板，是湖人隊繼大鯊魚歐尼爾之後的第一人。
2019年7月6日，麥基決定與湖人續約，他將以2年820萬美元合約歸隊。
2020年10月12日，湖人在總冠軍賽上以4-2淘汰邁阿密熱火，隨隊奪得個人第三座總冠軍。

### 克里夫蘭騎士（2020–2021）
2020年11月22日，湖人將麥基及未來二輪籤交易至克里夫蘭騎士換回阿方索·麥金尼和喬丹·貝爾。

### 丹佛金塊（2021）
2021年3月25日，騎士將麥基交易至丹佛金塊換來Isaiah Hartenstein和兩個未來二輪籤。

### 鳳凰城太陽（2021–2022）
2021年8月2日，鳳凰城太陽以1年500萬美元的合約簽下身為自由球員的麥基。

### 達拉斯獨行俠（2022–2023）
2022年7月9日，達拉斯獨行俠以3年2010萬美元的合約簽下麥基。

### 沙加緬度國王（2023–至今）
2023年9月2日，麥基簽約沙加緬度國王。

## 國際生涯
麦基曾受邀參加美國國家男子籃球隊的2009及2010的夏季訓練營，但因為不穩定的表現最終沒有選入國家隊。
2011年NBA封館期間，麥基曾到菲律賓籃球協會打幾場球，而菲律賓籃協本想歸化麥基加入菲律賓國家男子籃球隊以備戰2013年的亞錦賽，但最後因麥基要價太高而破局。
2021年，麥基與凱爾登·約翰遜頂替有腿傷的凱文·洛夫和違反健康安全協議的布拉德利·比爾參加2020年東京奧運。

## NBA职业生涯数据

### 常规赛
| 賽季     | 球隊 | GP  | GS  | MPG  | FG%  | 3P%   | FT%   | RPG | APG | SPG | BPG | PPG  |
| -------- | ---- | --- | --- | ---- | ---- | ----- | ----- | --- | --- | --- | --- | ---- |
| 2008–09  | WAS  | 75  | 14  | 15.2 | .494 | –     | .660  | 3.9 | .3  | .4  | 1.0 | 6.5  |
| 2009–10  | WAS  | 60  | 19  | 16.1 | .508 | .000  | .638  | 4.0 | .2  | .3  | 1.7 | 6.4  |
| 2010–11  | WAS  | 79  | 75  | 27.8 | .550 | .000  | .583  | 8.0 | .5  | .5  | 2.4 | 10.1 |
| 2011–12  | WAS  | 41  | 40  | 27.4 | .535 | –     | .500  | 8.8 | .6  | .6  | 2.5 | 11.9 |
| 2011–12  | DEN  | 20  | 5   | 20.6 | .612 | –     | .373  | 5.8 | .3  | .5  | 1.6 | 10.3 |
| 2012–13  | DEN  | 79  | 0   | 18.1 | .575 | 1.000 | .591  | 4.8 | .3  | .4  | 2.0 | 9.1  |
| 2013–14  | DEN  | 5   | 5   | 15.8 | .447 | –     | 1.000 | 3.4 | .4  | .2  | 1.4 | 7.0  |
| 2014–15  | DEN  | 17  | 0   | 11.5 | .557 | –     | .690  | 2.8 | .1  | .1  | 1.1 | 5.2  |
| 2014–15  | PHI  | 6   | 0   | 10.2 | .444 | –     | .500  | 2.2 | .3  | .0  | .2  | 3.0  |
| 2015–16  | DAL  | 34  | 2   | 10.9 | .575 | .000  | .500  | 3.9 | .1  | .1  | .8  | 5.1  |
| 2016–17† | GSW  | 77  | 10  | 9.6  | .652 | .000  | .505  | 3.2 | .2  | .2  | .9  | 6.1  |
| 2017–18† | GSW  | 65  | 17  | 9.5  | .621 | .000  | .731  | 2.6 | .5  | .3  | .9  | 4.8  |
| 2018–19  | LAL  | 75  | 62  | 22.3 | .624 | .083  | .634  | 7.5 | .7  | .6  | 2.0 | 12.0 |
| 2019–20† | LAL  | 68  | 68  | 16.6 | .637 | .500  | .646  | 5.7 | .5  | .5  | 1.4 | 6.6  |
| 2020–21  | CLE  | 33  | 1   | 15.2 | .521 | .250  | .655  | 5.2 | 1.0 | .5  | 1.2 | 8.0  |
| 2020–21  | DEN  | 13  | 1   | 13.5 | .478 | .000  | .667  | 5.3 | .5  | .2  | 1.1 | 5.5  |
| 2021–22  | PHX  | 74  | 17  | 15.8 | .629 | .222  | .699  | 6.7 | .6  | .3  | 1.1 | 9.2  |
| 2022–23  | DAL  | 42  | 7   | 8.5  | .640 | .400  | .585  | 2.5 | .3  | .1  | .6  | 4.4  |
| 生涯     | 生涯 | 863 | 343 | 16.6 | .578 | .197  | .604  | 5.2 | .4  | .4  | 1.4 | 7.8  |

#### 季後賽
| 賽季  | 球隊 | GP | GS | MPG  | FG%  | 3P%  | FT%  | RPG | APG | SPG | BPG | PPG |
| ----- | ---- | -- | -- | ---- | ---- | ---- | ---- | --- | --- | --- | --- | --- |
| 2012  | DEN  | 7  | 0  | 25.9 | .434 | —    | .538 | 9.6 | .7  | .7  | 3.1 | 8.6 |
| 2013  | DEN  | 6  | 2  | 18.7 | .581 | —    | .389 | 5.2 | .0  | .7  | 1.0 | 7.2 |
| 2016  | DAL  | 2  | 0  | 7.0  | .500 | —    | .333 | 1.5 | .0  | .5  | .0  | 2.0 |
| 2017† | GSW  | 16 | 1  | 9.3  | .732 | —    | .722 | 3.0 | .3  | .1  | .9  | 5.9 |
| 2018† | GSW  | 13 | 9  | 12.2 | .672 | .000 | .684 | 3.2 | .3  | .2  | 1.3 | 6.5 |
| 2020† | LAL  | 14 | 11 | 9.6  | .625 | .000 | .500 | 3.1 | .5  | .1  | .7  | 2.9 |
| 2021  | DEN  | 4  | 0  | 8.5  | .300 | .000 | .333 | 3.0 | .8  | .3  | 1.3 | 2.0 |
| 2022  | PHX  | 12 | 0  | 11.1 | .700 | .000 | .846 | 4.0 | .6  | .3  | .4  | 6.8 |
| 生涯  | 生涯 | 74 | 23 | 12.4 | .616 | .000 | .571 | 4.0 | .4  | .3  | 1.0 | 5.6 |

## 球員特色
麦基最大的特色就是長達7英尺6.5英寸（2.30）的臂展以及媲美德懷特·霍華德的彈跳力，使他擁有很強的阻攻能力。甚至還有異於七呎長人所擁有的速度。但在進攻端還停留在打「體能球」的程度，低位單打的能力低，大多為面框攻擊。
也因自身注意力缺失症的因素，即便麥基在短時間中有極佳的爆發力，然而上場時間拉長後便易有失誤問題，也是其在篮球场上经常脱线，是沙奎尔·奥尼尔主持的NBA五大烏龍球節目Shaqtin' a Fool 的常客，曾在2011和2012年期間被該節目戲謔為Shaqtin' a Fool的最有價值球員。

## 家庭
麦基的父亲乔治·蒙哥马利，身高2米08，在1985年NBA選秀中曾在第二轮被波特兰开拓者队选中。母亲帕梅拉·麦吉曾是南加州大学的球手，此后成为了WNBA洛杉磯火花队和沙加緬度女皇隊的球星。加瓦勒·麦基也是美国篮球历史上首位打过NBA的WNBA球员后代。

## 轶事
麥基本身除了患有哮喘病外，也曾在採訪中表示自己患有注意力缺失症（Attention deficit hyperactivity disorder，縮寫為ADHD、或AD/HD）。

## 外部連結
- 贾维尔·麦基的Instagram帳戶
- 贾维尔·麦基在fiba.basketball（英语）
- 贾维尔·麦基在NBA官網（英语）
- 贾维尔·麦基在Basketball-Reference.com（NBA）（英语）
- 贾维尔·麦基在Basketball-Reference.com（國際）（英语）
- 贾维尔·麦基在Sports-Reference.com（NCAA）（英语）
- 贾维尔·麦基在ESPN（NBA）（英语）
- 贾维尔·麦基在Eurobasket.com（球員）（英语）
- 贾维尔·麦基在Proballers（英语）
- 贾维尔·麦基在RealGM（球員）（英语）
- 贾维尔·麦基在Olympics.com（英语）
- 贾维尔·麦基在Olympedia（英语）
- 贾维尔·麦基在Team USA (archived)（英语）